# Швейцер Вікторія
Вікторія Швейцер (уроджена Артамонова; фр. Victoria Schweitzer; 19 грудня 1959, Київ) — французька (раніше українська) шахістка, міжнародний майстер (2004) серед жінок, чемпіонка України 1983 року.

## Біографія
Вікторія Артамонова вихованка шахової школи київського Палацу піонерів та школярів. Тренувалася під керівництвом Наума Левіна.
Багаторазова учасниця чемпіонатів Української РСР. Чемпіонка України 1983 року, срібна призерка 1982 року, бронзова — 1979 та 1994 років.
З 15 березня 2003 року виступає під французьким прапором.

## Результати виступів у чемпіонатах України
| Рік  | Місце проведення | Турнір                 | Результат | + | — | = | Місце   |
| ---- | ---------------- | ---------------------- | --------- | - | - | - | ------- |
| 1973 | Львів            | 33-й чемпіонат України | 5 з 11    | 2 | 3 | 6 | 22 — 31 |
| 1974 | Одеса            | 34-й чемпіонат України | 5½ з 11   |   |   |   | 17 — 21 |
| 1975 | Львів            | 35-й чемпіонат України | 3½ з 7    |   |   |   | 13 — 18 |
| 1976 | Одеса            | 36-й чемпіонат України | 4½ з 8    | 4 | 1 | 3 | 9 — 15  |
| 1978 | Харків           | 38-й чемпіонат України | 5½ з 11   |   |   |   | 18 — 21 |
| 1979 | Чернівці         | 39-й чемпіонат України | 7½ з 12   | 6 | 3 | 3 | Bronze  |
| 1980 | Кіровоград       | 40-й чемпіонат України | 6 з 11    | 5 | 4 | 2 | 13 — 19 |
| 1981 | Рівне            | 41-й чемпіонат України | 9 з 11    | 8 | 1 | 2 | Bronze  |
| 1982 | Євпаторія        | 42-й чемпіонат України | 7½ з 10   |   |   |   | Silver  |
| 1983 | Житомир          | 43-й чемпіонат України | 7½ з 9    | 7 | 1 | 1 | Gold    |
| 1984 | Львів            | 44-й чемпіонат України | 9½ з 15   | 6 | 2 | 7 | 5 — 6   |
| 1986 | Миколаїв         | 46-й чемпіонат України | 5 з 15    | 3 | 8 | 4 | 15      |
| 1989 | Бердянськ        | 49-й чемпіонат України | 7½ з 15   |   |   |   | 9       |
| 1990 | Чернігів         | 50-й чемпіонат України | 8 з 15    | 7 | 6 | 2 | 8       |
| 1991 | Сімферополь      | 51-й чемпіонат України | 7½ з 15   | 5 | 5 | 5 | 8       |
| 1993 | Мелітополь       | 53-й чемпіонат України | 5½ з 13   |   |   |   | 12      |
| 1994 | Алушта           | 54-й чемпіонат України | 6½ з 9    | 6 | 2 | 1 | Bronze  |
| 1995 | Маріуполь        | 55-й чемпіонат України | 4½ з 9    | 2 | 5 | 2 | 16 — 21 |
| 2002 | Алушта           | 62-й чемпіонат України | 4 з 9     | 3 | 2 | 4 | 23 — 27 |